# Manoir de Chaligny
Le manoir de Chaligny est un château situé sur la commune de Sainte-Pexine, dans le canton de Mareuil-sur-Lay-Dissais en Vendée.

## Historique
Les bâtiments, murs de clôture et les ruines du pigeonnier sont inscrits au titre des monuments historiques par arrêté du 20 novembre 1989. Une partie des sols du domaine est inscrite par arrêté du 29 mai 2019.

## Galerie

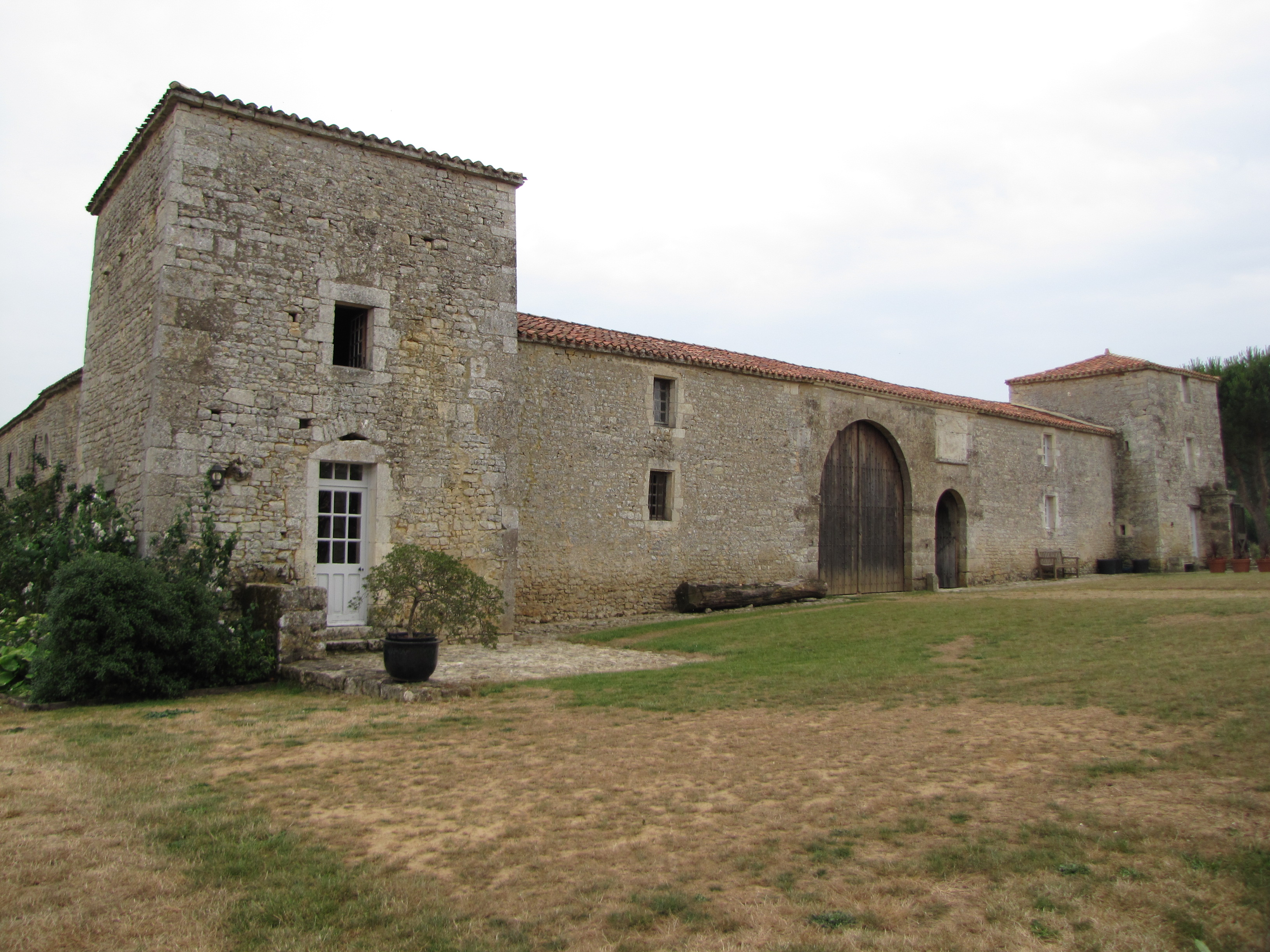